# Décalage vers le rouge photométrique
Un décalage vers le rouge photométrique (photometric redshift en anglais) est une technique utilisant la photométrie pour déterminer le décalage vers le rouge d'un objet céleste. Avec ce dernier, et à l'aide de la loi de Hubble, il est possible d'évaluer la distance de l'objet. La technique utilise le spectre de radiation émis par l'objet. Ce dernier doit être assez fort pour être détecté par un filtre relativement grossier.

## Historique
Cette technique a été développée dans les années 1960,. Les décalages vers le rouge photométrique ont été originellement déterminés en comparant les observations avec les données attendues calculées à partir d'une émission connue du spectre dans la gamme du décalage vers le rouge. 
La technique a été largement remplacée dans les années 1970 et 1980 par le décalage vers le rouge spectrométrique, utilisant la spectrométrie pour observer la fréquence (ou la longueur d’onde) de lignes spectrales caractéristiques pour voir de combien les lignes sont décalées par rapport à leur position initiale. 
Le décalage vers le rouge photométrique a connu un nouvel essor grâce à de grands relevés astronomiques conduits vers la fin des années 1990 et au début des années 2000. La technique s'est également raffinée par l'utilisation de la méthode statistique bayésienne et de réseaux de neurones artificiels.

## Précision
Puisque les filtres photométriques sont sensibles à un certain éventail de longueurs d'onde, et que la technique repose sur plusieurs hypothèses sur la nature du spectre de la source lumineuse, les erreurs pour ces sortes de mesures peuvent varier jusqu’à δz = 0,5, ce qui fait en sorte qu'elles sont beaucoup moins précises que les déterminations spectrométriques. En l’absence de temps de télescope suffisant pour déterminer un décalage vers le rouge spectrométrique pour chaque objet, la technique de spectroscopie photométrique donne une méthode pour déterminer caractérisation qualitative.